# Dizy
Dizy es una comuna francesa en el Departamento francés de Marne y la región Champaña-Ardenas.

## Geografía
Dizy está situado en el noreste de Francia. 
Dizy está situado en el corazón de los viñedos de Champán, está a 3 kilómetros al norte de Épernay y 24 kilómetros al sur del centro de Reims.

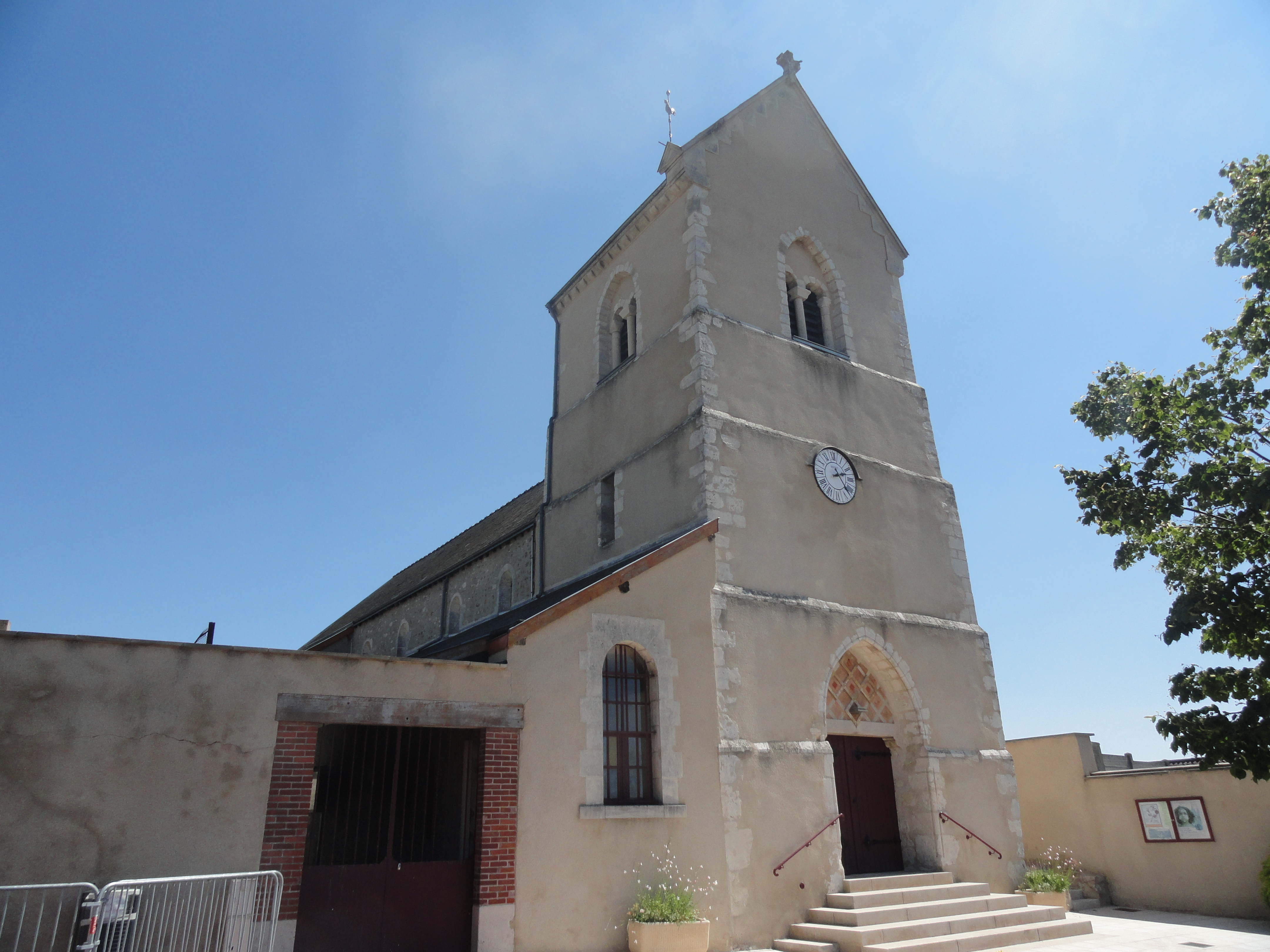
Iglesia Saint-Timothée de Dizy.

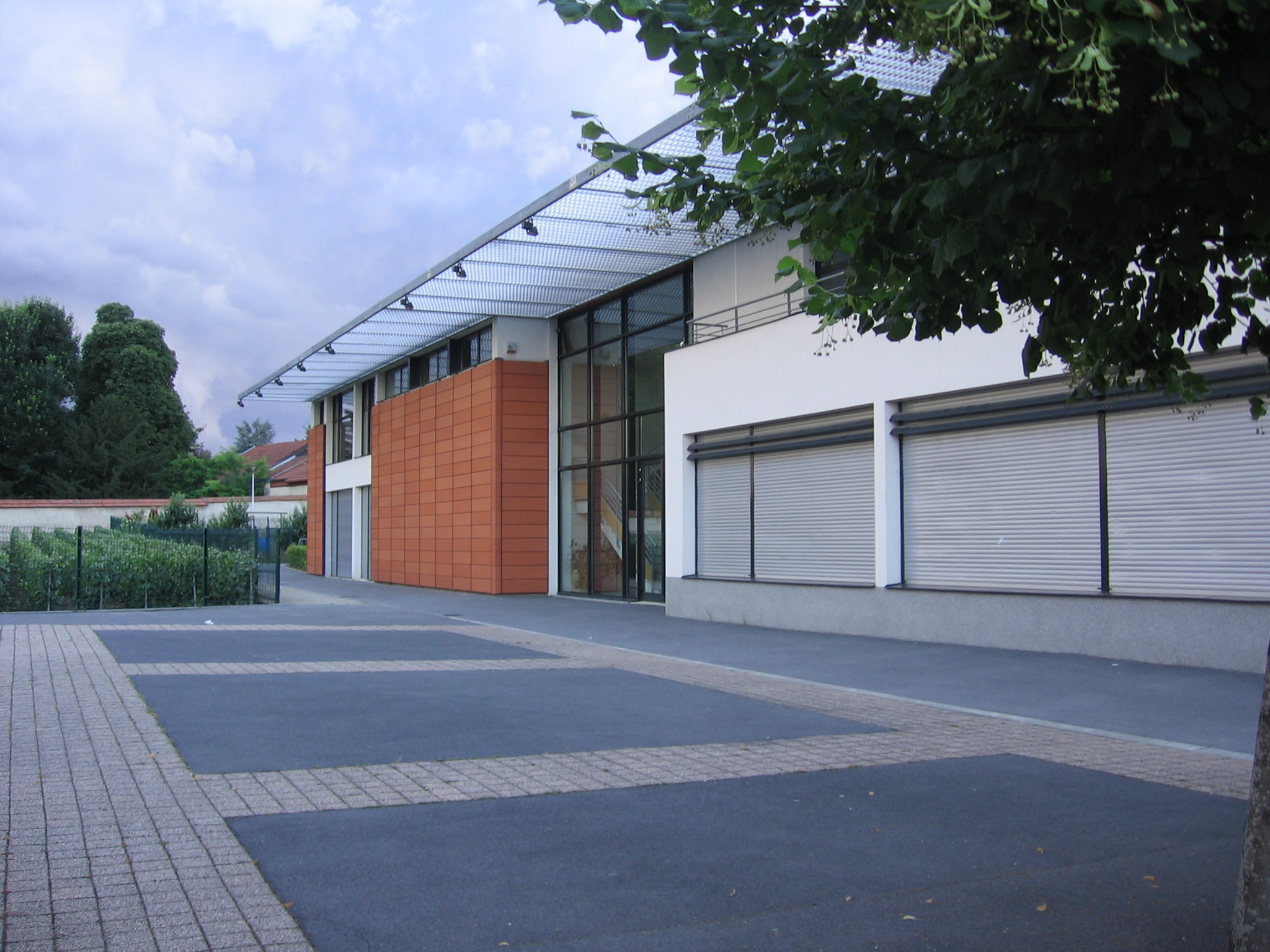
La "maison des associations".

## Historia
La comuna se llamaba Dizy hasta en año 1801, después Dizy-sur-Marne hasta 1965, cuando la aldea de Magenta fue separada de ella. Al final, la ciudad toma de nuevo el nombre de Dizy.

## Economía
La economía de la aldea está principalmente orientada hacia el comercio de los vinos de Champagne.

### Turismo
La comuna de Dizy llama a las turistas gracias a su economía concentrado en el champán.
- 3 hoteles de dos o tres estrellas.
- 126 habitaciones.

## Monumentos
El principal monumento de Dizy es su iglesia de estiló  románico que fue construido durante el siglo XII.

## Demografía
| 982 | 1047 | 1070 | 1319 | 1542 | 1832 |
| Para los censos de 1962 a 1999 la población legal corresponde a la población sin duplicidades (Fuente: INSEE [Consultar]) |      |      |      |      |      |

## Ciudad hermanada
- Sommerach (Alemania).